# Vic Gentils
Victor, Albert (dit Vic), chevalier Gentils, né le 18 avril 1919 à Ilfracombe et décédé le 27 février 1997 à Aalst est un sculpteur et plasticien belge surréaliste flamand.
Gentils débute par la peinture, mais se tourne vite vers l'assemblage.
Dans les années 1960, Gentils crée une suite de reliefs rappelant le style de Louise Nevelson.
Il y recourt aux matériaux jetables et jetés. Il évolue vers des assemblages de plus en plus évocateurs 
d'étrangetés baroques et d'univers hétéroclites. Il préfère le bois aux autres matériaux, utilisant
des pièces de piano, des moulures de pieds de chaises et meubles, des moules à chapeaux en ribambelle et les 
uns sur la tête des autres...
Corsant la dose d'effets de surcharge, il savait combien l'entente sociale est illusoire et combien il est 
ardu de s'entendre au-delà des airs de circonstance.
Son œuvre majeure Ensor et ses squelettes veulent se chauffer, hommage au maître ostendais réalisé en 1984, 
fait de lui une tête de pont de la création flamande du troisième quart du XXe siècle.
Autour de l'attrayante et savoureuse concrétisation en trois dimensions d'un célèbre tableau et d'une gravure d'Ensor 
de 1889, ont été déployées neuf groupes de figures. Gentils n'était pas sans présenter quelques rapprochements 
avec le peintre des masques et des mascarades : humour volontiers grinçant et regard incisif sur choses et gens.

## Œuvres
- 1964 :
  - Venice by night.
  - Hommage à Permeke, au Musée royal des Beaux-Arts, à Anvers.
- 1967 : Le grand jeu d'échecs.
- 1969 : 
  - Le Roi s'amuse.
  - Les huit pêchés capitaux.
- 1970 : 
  - Monument Camille Huysmans.
  - Les coupleurs I & II.
- Le grand jeu d'échecs,
- Les huit péchés capitaux,
- Le monument à Camille Huysmans,
- Les entremetteurs

Œuvres à Anvers, Bruxelles, Gand, Ostende

## Distinctions
- Officier de l'ordre de Léopold
- Chevalier de l'ordre de la Couronne

Il fut élevé au rang de chevalier par SM le roi Albert II de Belgique en 1993. Sa devise est Per Artem Gentilem Victoria.